# Lista planetelor minore: 234001–235000
Aceasta este lista planetelor minore cu numerele 234001–235000.

## 234001–234100
| Denumire               | Denumire provizorie | Data descoperirii  | Locul descoperirii | Descoperitor(i) |
| ---------------------- | ------------------- | ------------------ | ------------------ | --------------- |
| 234001 –               | 1997 AQ20           | 11 ianuarie 1997   | Kitt Peak          | Spacewatch      |
| 234009 –               | 1997 EX39           | 5 martie 1997      | Socorro            | LINEAR          |
| 234013 –               | 1997 LR16           | 8 iunie 1997       | La Silla           | E. W. Elst      |
| 234017 –               | 1998 ON3            | 23 iulie 1998      | Caussols           | ODAS            |
| 234026 Unioneastrofili | 1998 SJ35           | 23 septembrie 1998 | San Marcello       | L. Tesi         |
| 234028 –               | 1998 SY55           | 16 septembrie 1998 | Anderson Mesa      | LONEOS          |
| 234039 –               | 1998 WP42           | 16 noiembrie 1998  | Haleakala          | NEAT            |
| 234057 –               | 1999 FZ79           | 20 martie 1999     | Apache Point       | SDSS            |
| 234061 –               | 1999 HE1            | 18 aprilie 1999    | Catalina           | CSS             |
| 234069 –               | 1999 OA             | 16 iulie 1999      | Woomera            | F. B. Zoltowski |
| 234070 –               | 1999 PV1            | 9 august 1999      | Reedy Creek        | J. Broughton    |
| 234078 –               | 1999 TO12           | 12 octombrie 1999  | Prescott           | P. G. Comba     |

## 234101–234200
| Denumire | Denumire provizorie | Data descoperirii | Locul descoperirii | Descoperitor(i) |
| -------- | ------------------- | ----------------- | ------------------ | --------------- |
| 234117 – | 1999 WZ12           | 26 noiembrie 1999 | Ondřejov           | L. Šarounová    |
| 234144 – | 2000 ET50           | 11 martie 2000    | Tebbutt            | F. B. Zoltowski |

## 234201–234300
| Denumire | Denumire provizorie | Data descoperirii | Locul descoperirii | Descoperitor(i)       |
| -------- | ------------------- | ----------------- | ------------------ | --------------------- |
| 234254 – | 2000 UE11           | 20 octombrie 2000 | Nacogdoches        | Nacogdoches           |
| 234292 – | 2000 YL8            | 16 decembrie 2000 | Uccle              | H. M. J. Boffin       |
| 234294 – | 2000 YD32           | 31 decembrie 2000 | Piszkéstető        | K. Sárneczky, L. Kiss |

## 234301–234400
| Denumire | Denumire provizorie | Data descoperirii | Locul descoperirii | Descoperitor(i)            |
| -------- | ------------------- | ----------------- | ------------------ | -------------------------- |
| 234333 – | 2001 EZ17           | 15 martie 2001    | Oizumi             | T. Kobayashi               |
| 234336 – | 2001 FH1            | 18 martie 2001    | Junk Bond          | D. Healy                   |
| 234349 – | 2001 FT167          | 19 martie 2001    | Cima Ekar          | Asiago-DLR Asteroid Survey |
| 234360 – | 2001 MV25           | 19 iunie 2001     | Palomar            | NEAT                       |
| 234386 – | 2001 QR113          | 25 august 2001    | Ondřejov           | P. Kušnirák, P. Pravec     |
| 234389 – | 2001 QP163          | 31 august 2001    | Desert Eagle       | W. K. Y. Yeung             |

## 234601–234700
| Denumire | Denumire provizorie | Data descoperirii | Locul descoperirii | Descoperitor(i)             |
| -------- | ------------------- | ----------------- | ------------------ | --------------------------- |
| 234611 – | 2002 AN67           | 9 ianuarie 2002   | Campo Imperatore   | CINEOS                      |
| 234631 – | 2002 CL11           | 6 februarie 2002  | Oaxaca             | J. M. Roe                   |
| 234634 – | 2002 CL15           | 8 februarie 2002  | Črni Vrh           | Črni Vrh                    |
| 234637 – | 2002 CP46           | 7 februarie 2002  | Bohyunsan          | Bohyunsan                   |
| 234670 – | 2002 GM             | 2 aprilie 2002    | Kvistaberg         | Uppsala-DLR Asteroid Survey |

## 234701–234800
| Denumire            | Denumire provizorie | Data descoperirii | Locul descoperirii | Descoperitor(i) |
| ------------------- | ------------------- | ----------------- | ------------------ | --------------- |
| 234748 –            | 2002 NH57           | 12 iulie 2002     | Palomar            | R. M. Stoss     |
| 234750 Amymainzer   | 2002 NX69           | 8 iulie 2002      | Palomar            | NEAT            |
| 234761 Rainerkracht | 2002 OU32           | 22 iulie 2002     | Palomar            | NEAT            |
| 234777 –            | 2002 PV157          | 8 august 2002     | Palomar            | S. F. Hönig     |
| 234793 –            | 2002 QF50           | 29 august 2002    | Palomar            | R. Matson       |

## 234801–234900
| Denumire | Denumire provizorie | Data descoperirii  | Locul descoperirii | Descoperitor(i)      |
| -------- | ------------------- | ------------------ | ------------------ | -------------------- |
| 234856 – | 2002 RQ232          | 11 septembrie 2002 | Palomar            | M. White, M. Collins |

## 234901–235000
| Denumire | Denumire provizorie | Data descoperirii | Locul descoperirii | Descoperitor(i) |
| -------- | ------------------- | ----------------- | ------------------ | --------------- |
| 234948 – | 2002 VF68           | 4 noiembrie 2002  | La Palma           | La Palma        |
| 235000   | 2003 BR82           | 31 ianuarie 2003  | Socorro            | LINEAR          |